# جوني هاتشينغز
جوني هاتشينغز (بالإنجليزية: Johnny Hutchings)‏ هو لاعب كرة قاعدة أمريكي، ولد في 14 أبريل 1916 في شيكاغو في الولايات المتحدة، وتوفي في 27 أبريل 1963 في إنديانابوليس في الولايات المتحدة بسبب قصور كلوي.

## وصلات خارجية
- جوني هاتشينغز على موقع دوري كرة القاعدة الرئيسي (الإنجليزية)
- جوني هاتشينغز على موقعبيزبول رفرنس.كوم (الدوري الرئيسي) (الإنجليزية)
- جوني هاتشينغز على موقعبيزبول رفرنس.كوم (الدوري الثانوي) (الإنجليزية)